# Gustav Kirchner (Anglist)

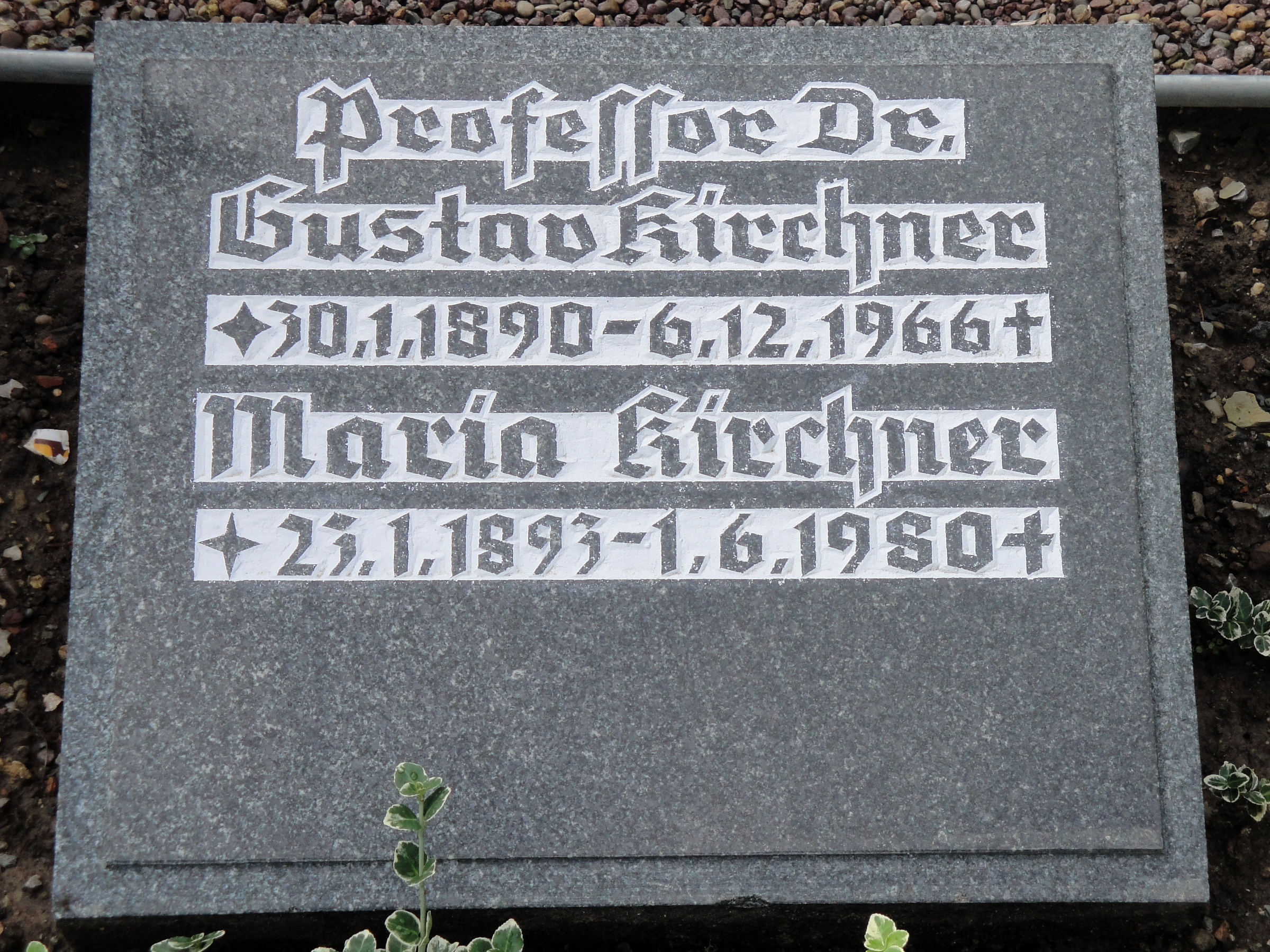
Grab

Gustav Kirchner (* 30. Januar 1890 in Mönchenholzhausen; † 6. Dezember 1966 in Jena) war ein deutscher Anglist.

## Leben
Er studierte bei Levin Ludwig Schücking und promovierte in Jena. Nach dem Zweiten Weltkrieg übernahm er den Lehrstuhl für Anglistik an der Universität Jena.

## Schriften (Auswahl)
- Beiträge zur Abgrenzung des Zentralthüringischen. Borna-Leipzig 1913, OCLC 215755597.
- Die syntaktischen Eigentümlichkeiten des amerikanischen Englisch. Leipzig 1970–1972, OCLC 310815654 OCLC 310815659.